# Alexandre Liapounov
Pour les articles homonymes, voir Liapounov.
Alexandre Liapounov (en russe : Александр Михайлович Ляпунов, Aleksandr Mikhaïlovitch Liapounov ; 1857-1918) est un mathématicien russe. Il a apporté une grande contribution à l'analyse de la stabilité des systèmes dynamiques (linéaires ou non).

## Biographie

### Jeunesse
Liapounov est né à Iaroslavl, dans l'Empire russe. Son père Mikhaïl Vassilievitch Liapounov (1820-1868) est un astronome employé du Lycée Demidov. Ses frères cadets sont le fameux compositeur et pianiste talentueux Sergueï Liapounov et le slaviste Boris Liapounov. En 1863, M. V. Liapounov se retire de sa carrière scientifique et déménage sa famille dans la propriété de sa femme à Bolobonov, dans le gouvernement de Simbirsk (aujourd'hui oblast d'Oulianovsk). Après la mort de son père en 1868, Alexandre Liapounov est élevé par son oncle R. M. Setchenov, frère du physiologiste Ivan Setchenov. Dans la famille de son oncle, Liapounov étudie avec sa cousine éloignée, Natalia Rafaïlovna, qui devient sa femme en 1886. En 1870, sa mère emménage avec ses fils à Nijni Novgorod, où il entre en troisième classe au lycée. Il en est diplômé avec mention en 1876.

### Éducation
En 1876, Liapounov entre au département de physico-mathématique de l'université impériale de Saint-Pétersbourg, mais après un mois, il est muté au département de mathématiques de l'université.
Tchebychev et ses étudiants Alexandre Nikolaïevitch Korkine et Iegor Ivanovitch Zolotarev font partie des professeurs de mathématiques de Saint-Pétersbourg. Liapounov écrit ses premiers travaux scientifiques indépendants sous la direction du professeur de mécanique, D. K. Bobylev. En 1880, Liapounov reçoit une médaille d'or pour ses travaux sur l'hydrostatique. Ce fut la base de ses premiers travaux scientifiques publiés sur l'équilibre d'un corps lourd dans un fluide lourd contenu dans un récipient de forme fixe et sur le potentiel de pression hydrostatique. Liapounov termine son cursus universitaire en 1880, deux ans après Andreï Markov, également diplômé de l’Université de Saint-Pétersbourg. Liapounov maintiendra un contact scientifique avec Andreï Markov pendant toute sa vie.

### Travaux
Les contributions de Liapounov portent sur plusieurs domaines, notamment les équations différentielles, la théorie du potentiel, les systèmes dynamiques et la théorie des probabilités. Ses principales préoccupations ont été la stabilité des équilibres et le mouvement des systèmes mécaniques et l'étude des particules sous l'influence de la gravité. Ses travaux dans le domaine de la physique mathématique ont porté sur le problème des valeurs limites de l'équation de Laplace. Dans la théorie du potentiel, avec son étude de 1897 sur certaines questions liées au problème de Dirichlet, plusieurs aspects importants de la théorie ont été clarifiés. Son travail dans ce domaine est étroitement lié aux travaux de Steklov. Liapounov a développé de nombreuses méthodes d'approximation importantes. Ses méthodes, qu’il a développées en 1899, permettent de définir la stabilité des ensembles d’équations différentielles ordinaires. Il a créé la théorie moderne de la stabilité d'un système dynamique. Dans la théorie des probabilités, il a généralisé les travaux de Tchebychev et de Andreï Markov et a prouvé le théorème central limite dans des conditions plus générales que ses prédécesseurs. La méthode des fonctions caractéristiques qu'il utilisa pour la preuve trouva plus tard un usage répandu dans la théorie des probabilités.
Comme beaucoup de mathématiciens, Liapounov préférait travailler seul et communiquait surtout avec quelques collègues et de proches parents. Il travaillait généralement tard, quatre à cinq heures la nuit, parfois toute la nuit. Une ou deux fois par an, il se rendait au théâtre ou assistait à un concert. Il avait beaucoup d'étudiants. Il était membre honoraire de nombreuses universités, membre honoraire de l'Académie de Rome et membre correspondant de l'Académie des sciences de Paris.

## Ouvrages
Sur un problème de Tchebychef, Saint-Pétersbourg, Académie impériale des sciences de Saint-Pétersbourg (1905), texte en ligne disponible sur LillOnum